# Manuel Ferrara
 AVN Hall Of Fame (2013)
XRCO Hall of Fame (2011)
Manuel Ferrara, de son vrai nom Manuel Jeannin, né le 1er novembre 1975 au Raincy (Seine-Saint-Denis), est un acteur pornographique et réalisateur de films X français. Après avoir débuté dans son pays natal, il s'expatrie aux États-Unis où il devient l'une des principales vedettes de l'industrie pornographique. Interprète et réalisateur de très nombreux films X, il a obtenu de multiples récompenses spécialisées, dont à six reprises l'AVN Award du meilleur performeur de l'année. Il est désormais connu également comme étant un streameur de jeux vidéo sur Twitch.

## Biographie

### Jeunesse
Manuel Ferrara, fils d'un électricien français et d'une femme de ménage d'origine espagnole, naît au Raincy et grandit à Gagny. Il entame des études pour devenir professeur d'éducation physique.

### Carrière dans le porno
Il entre en 1997 dans le porno amateur, en répondant par hasard à une annonce du journal Connexion qui proposait à ses lecteurs d'apparaître dans la série de films X Pourquoi pas vous ?. Il tourne sa première scène « hard » après avoir été sélectionné aux côtés d'une actrice dénommée Alessandra, avec le photographe réalisateur JP Charmontel et Arnaud Putch, un garçon qui avait déjà tourné quelques scènes. C'est ainsi qu'il a pu être présenté à Sacha Noris, un autre réalisateur qui lui a permis d'enchaîner des tournages de films amateurs - toujours avec préservatifs - tout en poursuivant ses études. Il finit par choisir de devenir « hardeur » professionnel à plein temps. Il est d'abord crédité sous son seul prénom Manuel, puis Rocco Siffredi, avec qui il s'est lié d'amitié et qui lui trouve un air de famille avec le boxeur et acteur Stéphane Ferrara, lui suggère son pseudonyme. Il passe à la réalisation dès le début des années 2000.
Après être apparu pendant plusieurs années dans des productions françaises et européennes, il commence une carrière aux États-Unis grâce à Rocco Siffredi qui recommande au réalisateur John Stagliano de lui confier un rôle dans le film Fashionistas (2002).  
Il s'installe de manière permanente aux États-Unis en 2004,, et tourne ensuite essentiellement dans des productions américaines, parmi lesquelles de nombreux gonzos dont il est souvent aussi le réalisateur. Il s'impose dans l'industrie américaine comme une vedette du genre et remporte de multiples trophées, notamment l'AVN Award du meilleur acteur de l'année qu'il obtient à six reprises. 
Il est intronisé au XRCO Hall of Fame en 2011 pour sa carrière dans l’industrie, puis, deux ans plus tard en 2013, il fait son entrée à l'AVN Hall of Fame, qui distingue les personnalités les plus marquantes du cinéma pornographique. 
Partenaire à l'écran de nombreuses vedettes américaines du X, il a aussi joué avec des actrices X françaises expatriées aux États-Unis comme, Loona Luxx, Cecilia Vega, Katsuni, Cynthia Lavigne…

### Carrière dans le jeu vidéo
Il crée en 2016 une chaîne Twitch. Cette activité, au cours de laquelle il dialogue volontiers avec ses fans français, lui vaut un surcroît de popularité sur Internet.  

### Passion pour le MMA
Passionné de MMA, il a un podcast avec la sueur, nommé 'ground and pound', qui revient régulièrement sur l'actualité MMA.

### Vie privée
Il a été en couple pendant presque trois ans avec l'ancienne actrice X Katsuni. En janvier 2005, il se marie avec l'actrice Dana Vespoli, ils ont eu trois garçons. Divorcé depuis 2012, il est en couple avec Kayden Kross, avec qui il a une fille.

## Distinctions

### Récompenses
- XRCO Awards
  - 2002 : XRCO Award for Best New Stud
  - 2003 : XRCO Award for Best 3-Way – Mason's Dirty Tricks (avec Julie Night et Steve Holmes)
  - 2003 : XRCO Award for Best Sex Scene (Couple) – Babes in Pornland 14: Bubble Butt Babes (avec Jewel De'Nyle)
  - 2011 : Performeur de l'année (Male Performer of the Year)[13]
  - 2012 : Performeur de l'année (Male Performer of the Year)[14]
  - 2013 : Performeur de l'année (Male Performer of the Year)[15]
- AVN Awards
  - 2004 : AVN Award for Male Foreign Performer of the Year
  - 2004 : AVN Award for Best Group Sex Scene (Video) – Back 2 Evil (with Ashley Long, Julie Night and Nacho Vidal)
  - 2005 : AVN Award for Male Performer of the Year
  - 2005 : AVN Award for Best Couples Sex Scene (Video) - Stuntgirl (with Angelica Costello)
  - 2006 : AVN Award for Male Performer of the Year
  - 2006 : AVN Award for Best Anal Scene Coupling (Video) – Cumshitters (with Katsuni)
  - 2007 : AVN Award for Best Sex Scene Coupling (Film) – Emperor (with Janine Lindemulder)
  - 2007 : AVN Award for Best Sex Scene Coupling (Video) – Slave Dolls 2 (with Tiffany Mynx)
  - 2007 : AVN Award for Best Supporting Actor (Video) – She Bangs
  - 2007 : AVN Award for Best Three-Way Sex Scene – Fuck Slaves (with Sandra Romain and Sasha Grey)
  - 2008 : AVN Award for Best Couples Sex Scene, Video – Evil Anal 2 (with Jenna Haze)
  - 2009 : AVN Award, Best Anal Sex Scene Perfect Match (2007) avec Briana Banks
  - 2010 : AVN Award du Performeur de l'année
  - 2012 : AVN Award du Performeur de l'année
  - 2013 : AVN Hall of Fame[16]
  - 2014 : AVN Award du Performeur de l'année[17]
  - 2017 : AVN Award for Best Anal Sex Scene with Megan Rain (2017)
  - 2019 : AVN Award for Male Performer of the Year
- Hot d'Or
  - 2009 : Hot d'Or du meilleur performeur français
  - 2009 : Hot d'Or du meilleur réalisateur de gonzo américain - Slutty and Sluttier

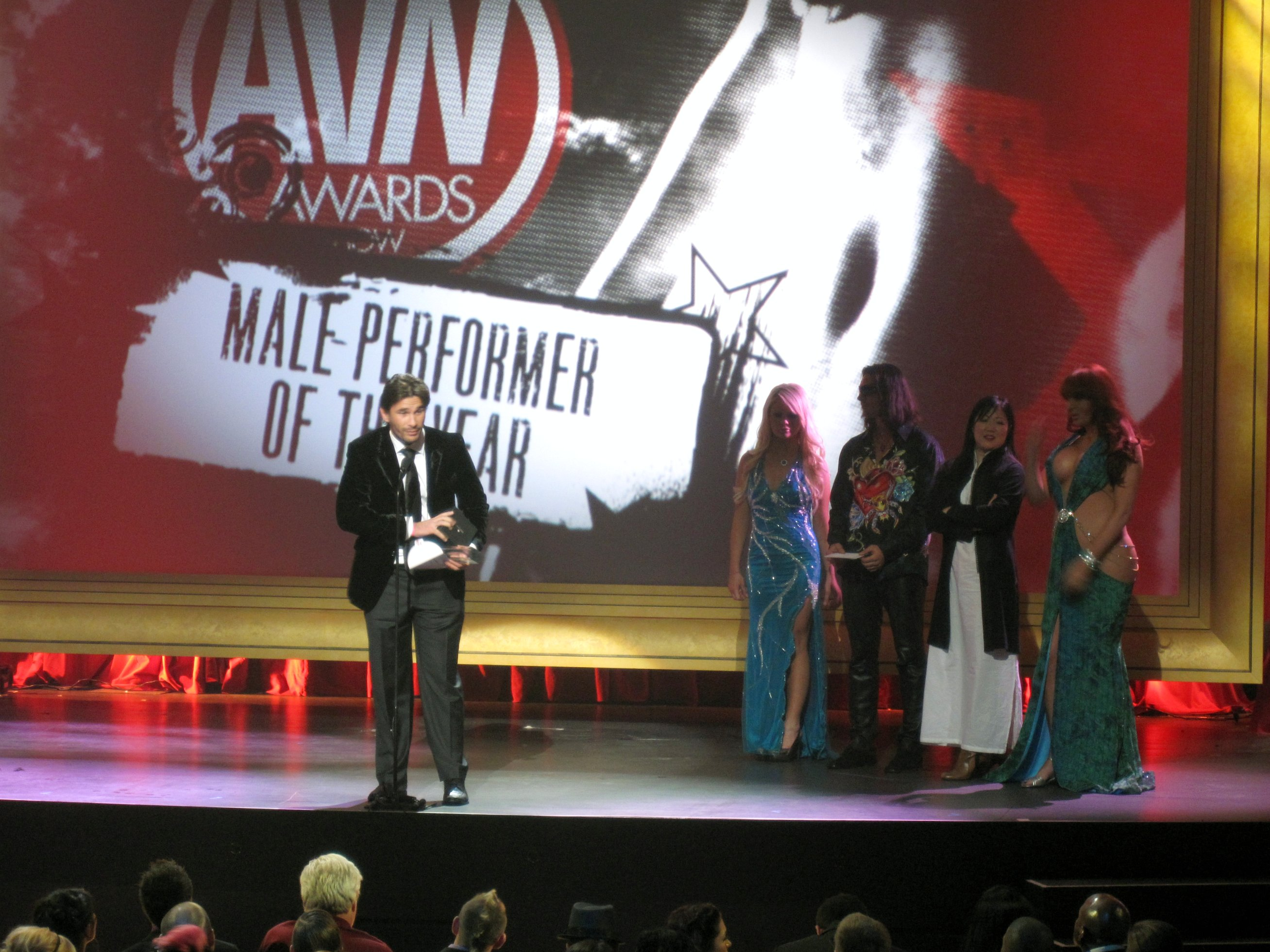
Manuel Ferrara recevant en 2010 l'AVN Award du meilleur acteur de l'année.

### Nominations
- AVN
  - 2009 : Best Sex Scene in a Foreign-Shot Production, Raw (2009) avec Cecilia Vega
  - 2008 : Best Anal Sex Scene - Film for: Flasher (2006) with: Savanna Samson
  - 2008 : Best Anal Sex Scene - Video for: Evilution 2 (2006)  with: Mia Rose (born Meike Verebely on March 30, 1987 in Sutton, Alaska)
  - 2008 : Best Couples Sex Scene - Video for: Jada Fire Iz Squirtwoman (2006) with: Jada Fire
  - 2008 : Director of the Year (Body of Work)
  - 2008 : Male Performer of the Year
  - 2007 : Best Supporting Actor - Film for: To Die For (2005)